# شاموني (فطر)
الشاموني (الاسم العلمي:Chamonixia) هو جنس من الفطريات مثل الكمأة يتبع الفصيلة البوليطية من رتبة البوليطيات. تنتشر أنواع هذا الجنس على نطاق واسع خاصة في المناطق المعتدلة. تم وصف الشاموني من قبل اختصاصي الفطريات الفرنسي ليون لويس رولان في عام 1899.

## أنواع فطر الشاموني
- شاموني مخطط الأبواغ
- شاموني ثنائي الأبواغ
- شاموني مخاطي
- شاموني أجمي
- شاموني سميك الجلد
- شاموني ذنبي
- شاموني قصير العمود
- شاموني ثماني التغضن
- شاموني ملتبس